# Motín de La Granja de San Ildefonso

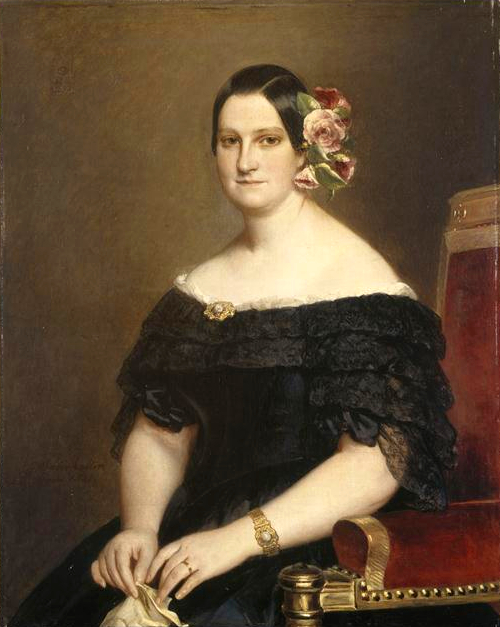
María Cristina de Borbón-Dos Sicilias por Franz Xaver Winterhalter realizado en París en 1841.

El motín de La Granja de San Ildefonso o motín de los sargentos de La Granja fue una sublevación que tuvo lugar en España en agosto de 1836 durante la regencia de María Cristina de Borbón en la que un grupo de sargentos de la guarnición y de la guardia real del palacio de La Granja de San Ildefonso (Segovia), donde se encontraba la regente con su hija Isabel de cinco años de edad, obligaron a María Cristina de Borbón a que volviera a poner en vigor la Constitución de 1812 y a que nombrara un gobierno liberal progresista presidido por José María Calatrava con Juan Álvarez Mendizábal de nuevo en la cartera de Hacienda.

## Antecedentes
El 15 de mayo de 1836 la regente María Cristina de Borbón destituyó como presidente del Gobierno al líder progresista Juan Álvarez Mendizábal, que había sido nombrado en septiembre de 1835 tras las revueltas liberales que se produjeron en el verano de aquel año, y nombró para sustituirle al moderado Francisco Javier Istúriz. Como era de prever, dada la mayoría que tenían los progresistas en el Estamento de Procuradores de las Cortes del Estatuto Real de 1834, en cuanto se presentó el gobierno de Istúriz el 22 de mayo salió derrotado, por lo que la regente le otorgó el decreto de disolución para que convocara nuevas elecciones, que también como era de prever supusieron un gran triunfo para el gobierno, «consagrando así una regla que en la España liberal apenas tiene excepción: que las elecciones las gana siempre el gobierno que las convoca».
La respuesta de los progresistas fue iniciar una serie de revueltas populares en diversas ciudades, en muchos casos encabezadas por la Guardia Nacional, que se extendieron por todo el país —singularmente en Málaga, Zaragoza y Barcelona—, y que estuvieron acompañadas de conatos de insurrección de algunas unidades militares. A esta situación se sumó una expedición carlista dirigida por el general Miguel Gómez Damas que recorrió España aquel verano de 1836 sin que el ejército cristino pudiera impedirlo, lo que aumentó el descrédito del gobierno y exaltó aún más los ánimos de los liberales progresistas que se habían rebelado contra él. Como en el verano anterior se formaron juntas revolucionarias que desafiaban la autoridad del gobierno y que reclamaron abiertamente y de forma prácticamente unánime el restablecimiento de la Constitución de 1812. En ese contexto es en el que se produjo el motín de los sargentos en La Granja.

### Cronología
- 29 de junio — El general Miguel Gómez Damas, al frente de una fuerza de 3 000 hombres, cruza el Ebro iniciando su expedición en territorio teóricamente dominado por las fuerzas gubernamentales y que le llevará hasta Algeciras y de vuelta al País Vasco.
- 30 de junio — Ante los actos de indisciplina que se multiplican entre la tropa, Luis Fernández de Córdova, general jefe del ejército del Norte, tiene que recordar en Pamplona a sus soldados sus deberes y la obligación de sufrir privaciones.
- 4 de julio — En Haro, Córdova habla de la penuria que sufre su ejército, lo que está provocando continuos excesos y atropellos a ciudadanos. Hay desmoralización y muchas deserciones.
- 10 de julio — Córdova se entrevista con el general Bruno Villarreal, comandante de las tropas carlistas, en La Puebla de Arganzón, localidad al oeste de Vitoria. Cuando la noticia del encuentro llegue a Madrid, provocará fuerte inquietud al interpretarse que existen conversaciones para poner fin a la guerra. En realidad los jefes hablaron sobre trato a prisioneros y represalias.
- 17 de julio — La población de Madrid sale por la noche a festejar el resultado de las elecciones, la manifestación es malinterpretada por la autoridad y provoca una dura represión ordenada por Vicente Genaro de Quesada, capitán general de Castilla la Nueva.
- 25 de julio — Motín en Málaga con el asesinato de los gobernadores militar y civil.
- 26 de julio — Se crea una junta de gobierno en Málaga que proclama la Constitución de 1812.
- 29 de julio — Cádiz se subleva, se crea una junta provincial.
- 30 de julio — Sublevación de Sevilla y Granada.
- 31 de julio — Sublevación de Córdoba.
- 1 de agosto — Sublevación de Zaragoza.
- 3 de agosto — Sublevación de Badajoz.
- 5 de agosto — Estado de excepción en Madrid.
- 8 de agosto — Sublevación de Valencia.
- 11 de agosto — Sublevación de Alicante, Murcia, Castellón de la Plana y Cartagena.
- 13 de agosto — Sublevación de Barcelona.

Flórez, en su biografía de Espartero, dice: «A esta fecha no había ya en el reino una sola provincia que no se hubiera declarado independiente del gobierno, el cual, según la expresión usada entonces, veía reducidos sus dominios a los límites que marca la simple vista desde la torre de Santa Cruz de Madrid».

## Los hechos
A principios de agosto llegó la familia real al Palacio Real de La Granja de San Ildefonso para pasar el verano. La guarnición asignada al palacio hacía tres meses que no cobraba sus sueldos y hasta allí habían llegado las noticias de los levantamientos liberales que se estaban produciendo en toda España. La orden que recibieron, que prohibía cantar «himnos patrióticos», encrespó aún más los ánimos. Hacia las ocho de la tarde del 12 de agosto, cuando la mayoría de los oficiales habían ido a Madrid a asistir a la ópera, un numeroso grupo de soldados y de sargentos a los que se unieron miembros de la guardia real se sublevaron dando gritos de «¡Viva la Constitución! ¡Viva Mina! ¡Viva la Inglaterra!».
Según otras versiones no referenciadas el segundo regimiento de la Guardia Real, en connivencia con mandos militares en distintas zonas y algunos elementos de la prensa, se dirigió al Palacio para reclamar de María Cristina la reinstauración de la Constitución de 1812 y la derogación del Estatuto Real de 1834. 
A las doce de la noche la regente María Cristina accedió a recibir a una comisión de los amotinados formada por dos sargentos y un soldado con los que mantuvo una larga entrevista que duró unas tres horas, sobre cuyo contenido existen testimonios dispares. Lo que sí está claro es que durante la misma María Cristina y su séquito intentaron convencerles de que depusieran su actitud recordándoles que el enemigo eran los carlistas, a lo que los dos sargentos y el soldado respondieron que ellos combatían no solo «por los derechos de nuestra reina» sino también «por la libertad». Cuando terminó la entrevista los soldados y sargentos amotinados que esperaban fuera del palacio no se dieron por satisfechos con las buenas palabras de la regente a la comisión y exigieron una nueva entrevista, durante la cual la regente se vio obligada a firmar, a altas horas de la madrugada del 13 de agosto, un decreto en el que restablecía la «Constitución política del año 12, ínterin que reunida la nación en Cortes, manifieste expresamente su voluntad, o dé otra Constitución conforme a las necesidades de la misma». Según Juan Francisco Fuentes, que durante esta segunda entrevista «hubiera insultos y amenazas a la reina gobernadora, como afirman algunas fuentes, resulta difícil de asegurar, pero en todo caso el tono debió de ser muy distinto al de la primera entrevista».
El sargento que encabezó la comisión que consiguió que la reina publicara la Constitución de 1812 fue Higinio García. Por otro lado, según otras versiones no contrastadas, María Cristina firmó el decreto porque además de sentirse presa de su propia Guardia tuvo conocimiento de los movimientos de distintos generales en varias provincias reclamando la vuelta al constitucionalismo prefernandino.
Ya por la mañana de ese mismo día 13 de agosto la regente María Cristina destituía a Istúriz y nombraba como Presidente del Consejo de ministros al progresista José María Calatrava, quien restituyó a Mendizábal como Ministro de Hacienda.

## Consecuencias
La consecuencia más inmediata fue la vuelta al poder tres meses después de los progresistas, lo que ha llevado a algunos historiadores a defender la tesis de que detrás del motín de los sargentos estaban los líderes progresistas, en particular Juan Álvarez Mendizábal y Fermín Caballero, director del diario El Eco del Comercio. Sin embargo, según Juan Francisco Fuentes, «la impresión más generalizada es que en todo lo sucedido hubo un alto grado de espontaneidad e improvisación, lo que invalida en gran parte la teoría conspirativa».
Otra consecuencia, ésta «más negativa y duradera», fue «la creciente aversión de la corona al partido progresista, al que María Cristina atribuía la coacción ejercida sobre ella en los sucesos de La Granja y la humillación que le supuso aceptar las condiciones impuestas por los amotinados».
Pero la consecuencia más importante del motín de La Granja fue el restablecimiento de la Constitución de 1812 que puso fin a la «transición desde arriba» del régimen del Estatuto Real y volvió a abrir el proceso de la «Revolución española», iniciado en 1810 por las Cortes de Cádiz e interrumpido en 1814 por el golpe absolutista propiciado por el rey Fernando VII, retomado en el Trienio Liberal y de nuevo frustrado por el rey tras la intervención de los Cien Mil Hijos de San Luis en 1823. Con la Constitución de 1812 volvieron a entrar en vigor las leyes y decretos de las Cortes de Cádiz y del Trienio, con los que se produjo la abolición definitiva del Antiguo Régimen en España.